# Sables bitumineux de l'Athabasca
Pour les articles homonymes, voir Athabasca.
Pour un article plus général, voir Sables bitumineux.

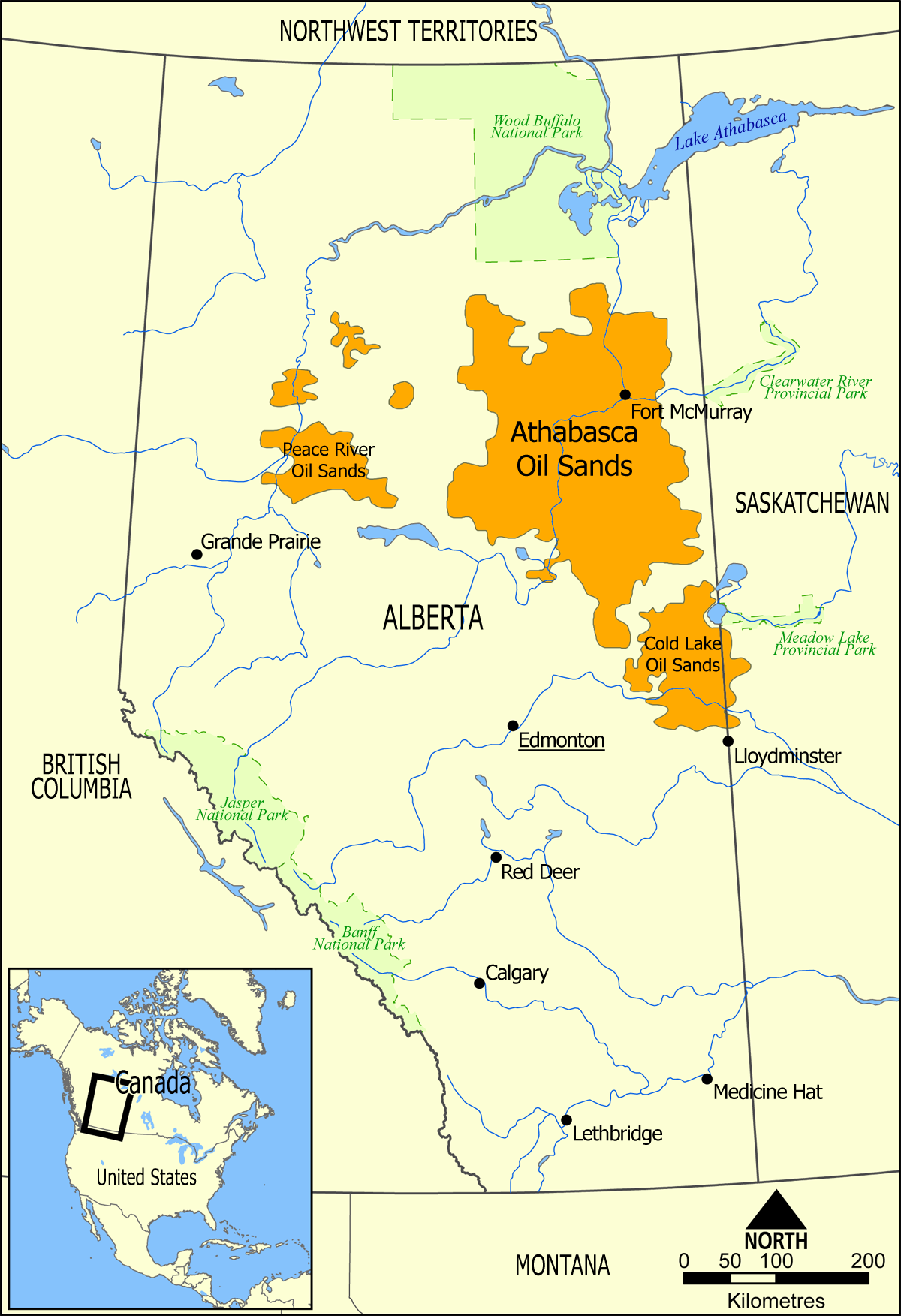
Carte montrant les gisements de sables bitumineux de l'Athabasca en Alberta.

Les sables bitumineux de l'Athabasca sont d'importants gisements de bitume ou de pétrole brut lourd situés dans le nord-est de l'Alberta au Canada, couvrant 142 200 km2 de forêt boréale, de tourbières et de zones humides peu peuplées, soit environ 21 % du territoire de la province. Le gisement le plus important est celui de l'Athabasca, situé autour de Fort McMurray, où la couche de bitume est exploitable à ciel ouvert. Des gisements plus profonds se trouvent à Rivière-la-Paix et à Cold Lake.
Ensemble, ces trois gisements contiennent environ 1 800 milliards de barils (290 milliards de mètres cubes) de bitume, une quantité comparable en ordre de grandeur à l'ensemble des réserves de pétrole conventionnel au monde. Avec les méthodes de production de pétrole non conventionnelles modernes, moins de 10 % de ces dépôts, c'est-à-dire environ 170 milliards de barils (28 milliards de mètres cubes), sont économiquement exploitables, mais la majorité des réserves sont seulement récupérables par des techniques in situ.
Les réserves prouvées du Canada, en incluant les réserves conventionnelles, totalisent 173 milliards de barils, ce qui place le pays en troisième place au monde après le Venezuela (297 milliards de barils) et l'Arabie saoudite (265 milliards de barils). Toutefois, une étude indépendante publiée en 2015 établit les réserves prouvées à 48 milliards de barils.
En 2012, la production de bitume brut à partir des sables bitumineux a été en moyenne de 1,9 million de barils par jour (bbl/j), soit un total annuel de 112 000 000 m3. D'abord prévue pour atteindre les 4 millions de barils par jour en 2022, elle a connu un ralentissement. Elle dépasse légèrement les trois millions de barils par jour en 2019 et ne devrait atteindre 4 millions de barils par jour qu'en 2030.
L'augmentation rapide de la production est encouragée tant par le gouvernement de la province que par celui du Canada.
Les forts impacts environnementaux de l'exploitation de ce pétrole « sale » suscitent de nombreuses critiques, et son acheminement par oléoduc aux ports pétroliers du Texas ou de la Colombie-Britannique se heurte à des obstacles, ce qui entraîne une décote plus ou moins prononcée de ce pétrole sur les marchés.

## Géologie
Les sables bitumineux du gisement de l'Athabasca font partie de la formation McMurray et sont un mélange de bitume, c'est-à-dire de pétrole brut à l'état solide, de sables de silice, de minéraux argileux et d'eau.
À cause de son épaisseur, le gisement de l'Athabasca est la seule réserve pétrolière au monde à pouvoir être exploitée à ciel ouvert à grande échelle, car près de 20 % des sables bitumeux de ce gisement sont recouverts de moins de 75 m de terres meubles. Au départ, la zone exploitable définie comme telle par le gouvernement de l'Alberta couvrait le territoire de 37 municipalités contiguës, une superficie d'environ 3 400 km2, au nord de Fort McMurray. En 2009, cette zone a été élargie à 51 municipalités, couvrant 4 700 km2, ce qui pousse la frontière de ce dépôt à 19 km du parc national Wood Buffalo, un site du patrimoine mondial de l'Unesco.
Une mince couche de tourbières et de zones humides, d'une épaisseur de un à trois mètres, repose sur une couche d'argile et de sable stérile dont l'épaisseur peut atteindre 75 m, sous laquelle se trouve la couche de sables bitumineux, d'une épaisseur de 40 à 60 m, reposant sur un fond calcaire plat.
Les gisements de Rivière-la-Paix et de Cold Lake sont plus profondément enfouis et appartiennent à des formations géologiques distinctes, notamment la formation de Grosmont, qui représenterait en théorie 21 % du total des sables bitumineux de la province, et Grand Rapids.
Au total, les divers gisements couvrent une superficie de 142 200 km2, soit l'équivalent de la superficie de la Floride.

## Histoire

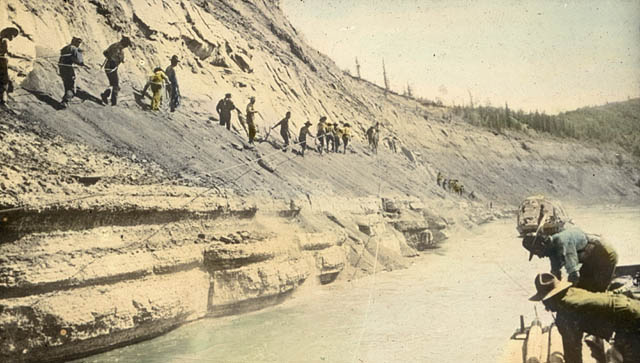
Sables bitumineux sur les berges de la rivière Athabasca, vers 1900

Les sables bitumineux de l'Athabasca tirent leur nom de la rivière Athabasca qui passe au cœur de la région, et dont les berges présentent des traces de bitume. Par le passé, le bitume était utilisé par les Cris et les Dénés de la région pour imperméabiliser leurs canoës. Ils sont situés dans le territoire réservé aux Premières nations par le traité numéro 8.
Ils attirèrent l'attention des Européens pour la première fois en 1719 lorsque Wa-pa-su, un commerçant cri, apporta un échantillon de sable bitumineux au poste de la Compagnie de la Baie d'Hudson de York Factory le long de la baie d'Hudson, dont Henry Kelsey était le gérant. En 1778, Peter Pond, un autre marchand de fourrure et fondateur de la Compagnie du Nord-Ouest, fut le premier Européen à voir les dépôts bitumineux de l'Athabasca lors de son exploration du Portage La Loche qui donnait accès aux fourrures du réseau fluvial de la rivière Athabasca à partir du bassin versant de la baie d'Hudson.
En 1848, John Richardson conduisit la première évaluation scientifique des sables bitumineux alors qu'il se dirigeait vers le nord à la recherche de l'expédition perdue de Franklin. Le premier lever à l'initiative du gouvernement fut conduit en 1875 par John Macoun. En 1883, G.C. Hoffman de la Commission géologique du Canada essaya de séparer le bitume des sables bitumineux avec de l'eau, et rapporta que la séparation était immédiate. Dès 1888, Robert Bell, alors directeur de la Commission géologique du Canada, rapporta au comité du Sénat que, selon les sondages effectués, les vallées de l'Athabasca et du Mackenzie comprenaient les plus grands champs de bitume en Amérique et possiblement au monde.
En 1926, Karl Clark, reçoit un brevet pour le processus de séparation à l'eau chaude, dont dérivent les processus d'extraction thermique utilisés aujourd'hui. Plusieurs tentatives de mise en application obtinrent différents degrés de succès. Il perfectionne son système dans les années 1950 au moyen d'un projet pilote situé à Bitumount, à 90 km au nord de Fort McMurray.
Avec les États-Unis (Opération Plowshare) et l'Union soviétique (Explosions nucléaires pour l'économie nationale), le Canada a envisagé l'utilisation civile de bombes atomiques pour l'exploitation pétrolière. En 1956, Manley Natland, un paléontologue qui travaillait pour la Richfield Oil de Californie, forma le projet de séparer le bitume de la croûte de sable au moyen d'une explosion nucléaire souterraine : le souffle d'une bombe de 9 kilotonnes formerait une énorme cavité dans la roche souterraine et la chaleur combinée à la pression de l'explosion ferait bouillir le bitume, qui s'écoulerait alors de sa gangue de sable. En 1958, ce projet, d'abord intitulé Project Cauldron puis rebaptisé Project Oil Sands était sur le point de se concrétiser, dans un site à une centaine de kilomètres au sud de Fort McMurray, au point que la compagnie avait acheté une bombe atomique aux États-Unis pour 350 000 $, quand un accord international bannissant les explosions souterraines le fit avorter.
En 1967, la première opération d'extraction économiquement viable est mise en place par l'Américain J. Howard Pew (en), propriétaire de Sun Oil, qui construit une pré-raffinerie et ouvre la mine des Great Canadian Oil Sands (maintenant Suncor) dans une zone où les sables bitumineux sont très près de la surface. Elle est suivie en 1978 par la mine de Syncrude Canada, la plus grande au monde, créée par un consortium de quatre compagnies américaines. La multiplication rapide des projets d'exploitation commence véritablement en 1999, lorsque le gouvernement fédéral et celui de la province décident d'accorder à l'industrie d'importantes réductions de taxes et de redevances. En 2014, les projets de développement couvraient une surface de 92 000 km2.

## Estimation des réserves de pétrole

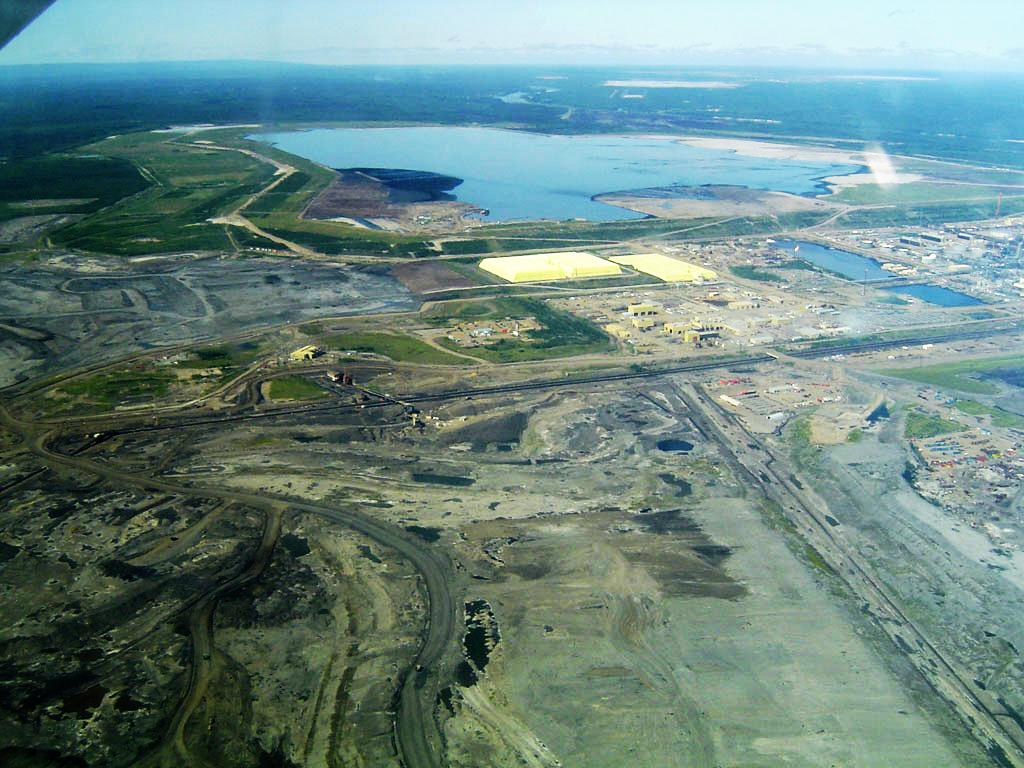
Site minier Syncrude au bord du lac Mildred en Alberta

Le gouvernement de l'Alberta estimait en 2013 qu'environ 168 milliards de barils (28 milliards de mètres cubes) de bitume étaient économiquement récupérables des trois champs de sables bitumineux en utilisant les techniques actuellement disponibles. Cela correspond à environ 9 % des 1 800 milliards de barils (300 milliards de mètres cubes) de bitume enfouis. Selon les estimations officielles, les dépôts de l'Athabasca contiennent à eux seuls 35 milliards de barils (5,6 milliards de mètres cubes) de minerai bitumeux en surface et 98 milliards de barils (15,6 milliards de mètres cubes) de bitume récupérables par des méthodes in situ. Les estimations de l'Alberta se basent sur un taux de récupération de 20 % des ressources en bitume, alors que les compagnies pétrolières affirment que, en utilisant la méthode d'extraction par écoulement gravitationnel assisté par vapeur d'eau (SAGD, de l'anglais steam assisted gravity drainage) une récupération de plus de 60 % est réalisable avec de faibles efforts. Ces taux de récupération élevés signifient que la production totale serait probablement plusieurs fois supérieure à l'estimation du gouvernement. Avec les taux de production actuels (début du XXIe siècle), les réserves en sables bitumeux de l'Athabasca dureraient plus de 400 ans. Il est très improbable qu'elles restent à ce niveau du fait des besoins mondiaux actuels en pétrole. Si l'Alberta quadruplait sa production d'hydrocarbures en en exportant la majeure partie, le champ tiendrait environ 100 ans.
Le chiffre des réserves prouvées devrait toutefois être revu à la baisse, selon une étude indépendante publiée en 2015 par la revue Nature, qui établit ce chiffre à 48 milliards de barils, dont 15 % seulement pourraient être extraits d'ici 2050 afin de respecter l'objectif de limiter la croissance des températures de deux degrés.

## Seuil de rentabilité
Malgré la taille importante des réserves, le coût de la séparation du sable et du bitume a toujours été considéré comme un frein au développement des projets. De plus, les coûts en équipement, en machinerie et en matériel de transport jusqu'à la raffinerie nécessitent des investissements majeurs. Selon la compagnie Cenovus, l'extraction d'un baril de pétrole coûte de 35 $ à 65 $US, selon la structure géologique du puits. Ces coûts sont parmi les plus bas du marché des sables bitumineux. Pour la mine Horizon de Canadian Natural Resources, le seuil de rentabilité est de 37,99 $ CAN le baril, tandis que celui de la mine Millenium de Suncor est de 43,74 $ et celui de la mine Kearl de Imperial Oil est de 54,02 $. Pour Suncor, en décembre 2014, « les coûts d'exploitation au comptant des sables bitumineux ont reculé en moyenne à 34,45 $ par baril au cours du trimestre, par rapport à 36,85 $ par baril un an plus tôt »; en avril 2015, cette même compagnie annonçait que le prix de revient était tombé à 28,40 $ par baril au cours du premier trimestre, grâce à une augmentation du volume de production, une baisse des coûts du gaz naturel et une réduction des dépenses d'entretien; en novembre 2015, le coût du baril était de 27 $. Ces chiffres sont très inférieurs à ceux qu'avançait auparavant le Canadian Energy Research Institute, selon lequel le seuil de rentabilité moyen, en 2014, pour la production d'un baril de WTI était de 84,99 $ pour une mine existante et de 105,44 $ pour une nouvelle installation. En comparaison, en Arabie saoudite, la production d'un baril coûte de cinq à six dollars. Le seuil de rentabilité du pétrole de schiste américain se situerait entre 60 et 80 $ le baril.
Par ailleurs, le développement de la production commerciale est facilité par le fait que les coûts d'exploration sont virtuellement nuls. Or, ceux-ci constituent une part très importante des coûts de développement des champs pétroliers traditionnels. La position des dépôts de pétrole dans les sables bitumeux est bien connue et une estimation du taux de récupération peut être faite facilement. De plus, les sables bitumineux sont situés dans une zone politiquement stable et les sociétés sont sûres que leurs installations ne seront pas nationalisées par le gouvernement ou menacées par une guerre ou une révolution.
Après la crise de l'énergie des années 2000, la rentabilité des sables bitumeux s'est beaucoup améliorée. Entre 2003 et 2013, l'ensemble de l'industrie a connu des investissements de 59 milliards de $ CA, ce qui a provoqué une augmentation rapide de la production.
Toutefois, comme la ressource est enclavée à l'intérieur du Canada, sans accès facile à des terminaux maritimes, et que les oléoducs existants ne suffisent pas à la demande, le brut des sables bitumineux peut se vendre jusqu'à 45 $ CA le baril en dessous du prix international. Il se situait, en décembre 2012, à 64 $ le baril. En réponse à cette situation, qui a fait baisser à moins de 3 % la marge de profit des compagnies pétrolières impliquées, le gouvernement de Stephen Harper a multiplié les initiatives, au printemps 2013, afin d'accélérer le processus d'approbation de nouveaux oléoducs, dont Keystone XL, Northern Gateway, oléoduc Énergie Est et la mise en place de solutions alternatives.

## Techniques d'extraction

### Extraction mécanique

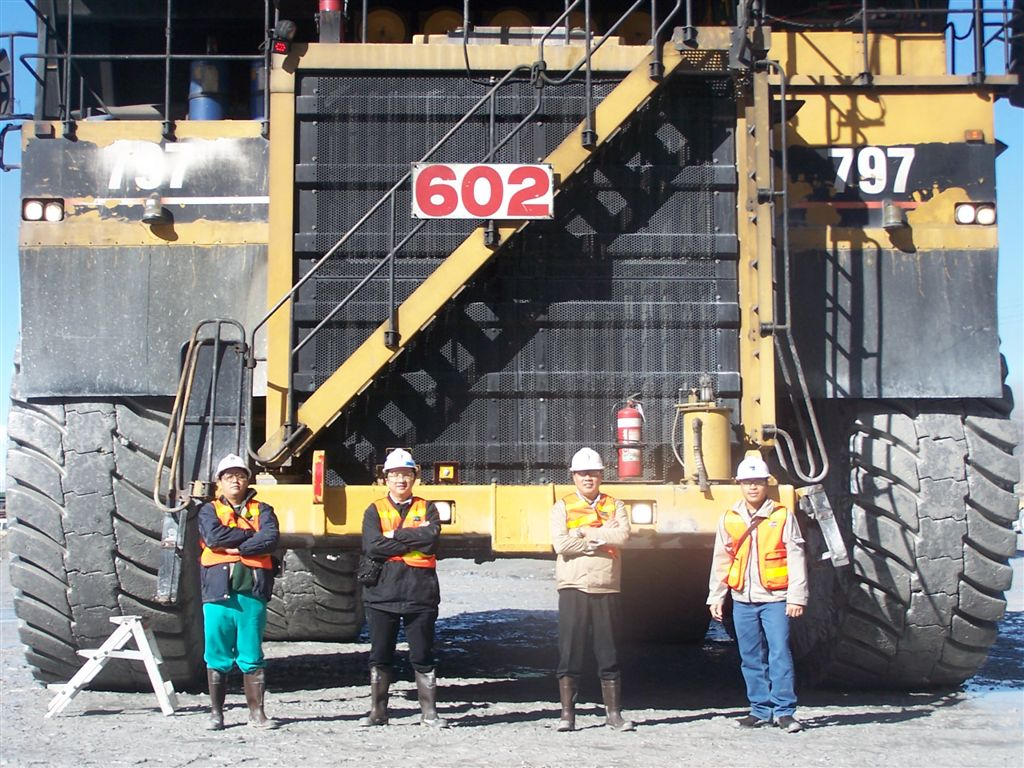
Le peut transporter 400 tonnes de sable bitumineux à l'usine de pré-raffinage. Ses roues ont un diamètre de 3.8 m et il faut grimper 20 marches pour accéder à sa cabine de pilotage. Il y avait 280 de ces camions dans les sables bitumineux en 2014.

La production de bitume brut s'est d'abord faite par des procédés mécaniques de récupération du sable bitumineux en surface et par un traitement subséquent dans une pré-raffinerie.
Le processus original d'extraction utilisé pour les sables bitumineux a été mis au point par Karl Clark en collaboration avec l'Alberta Research Council dans les années 1920. Depuis les années 1960, le bitume est extrait par d'énormes pelles mécaniques dans des mines à ciel ouvert. Il est ensuite acheminé au centre de traitement où il est séparé du sable grâce à des variantes du procédé de Clark basé sur l'eau qui sépare le bitume aéré des autres composants du sable bitumineux dans des bacs de sédimentation. Les véhicules utilisés pour transporter le bitume consomment 230 litres de diesel à l'heure et fonctionnent 6 000 heures par an, émettant chacun 3 700 tonnes de GES par an. Une usine de transformation du bitume brut capable de traiter 100 000 barils par jour émet environ 1,4 mégatonne de carbone par an. En 2014, ces usines produisaient 5 % des émissions de GES du Canada.
L'acheminement du bitume aux raffineries par oléoduc requiert de grands apports en gaz naturel afin de réduire la viscosité du bitume brut. En 2010, l'industrie utilise à peu près 4 % de la production du bassin sédimentaire de l'Ouest canadien. D'ici 2015, cela devrait augmenter d'un facteur de 2,5.

### Méthodesin situ
Dans le cas des couches de sables bitumineux enfouies plus profondément dans le sol, des techniques in situ ont été mises au point, de sorte que l'extraction du bitume brut se fait sur place.
Pour extraire le bitume, de la vapeur d'eau est injectée de façon continue sur une longue période de temps afin de chauffer le sable et, ainsi, réduire la viscosité du bitume, ce qui lui permet de couler vers le puits de récupération d'où il est pompé comme du pétrole brut conventionnel. Ce procédé consomme beaucoup plus d'énergie que le procédé d'extraction mécanique et entraîne davantage de gaz à effet de serre.
Une technique plus raffinée est celle de l'écoulement par gravité et injection de vapeur. Elle consiste à forer horizontalement deux puits situés de 4 à 6 m l'un de l'autre, le puits supérieur servant à l'injection de vapeur tandis que l'autre sert à la récupération du bitume ainsi que de l'eau formée par la condensation de la vapeur. Ce procédé requiert d'énormes quantités d'eau et de gaz naturel. Selon certaines estimations, la généralisation de ce procédé pourrait consommer la totalité de la production de gaz naturel de l'Ouest canadien en 2025, créant un conflit entre les besoins des consommateurs canadiens en gaz de chauffage et les intérêts des exportateurs de bitume. Selon un expert, certaines de ces opérations consomment tellement d'énergie qu'elles ne produisent pas un gain net d'énergie et ne doivent leur rentabilité qu'au faible coût actuel du gaz naturel.
De plus en plus, les producteurs tentent d'utiliser des solvants afin d'économiser la vapeur et de réduire les coûts en énergie et en émission de gaz à effet de serre.
Une autre technique in situ est la combustion (ISC, de l'anglais in situ combustion) qui consiste à produire un mélange de gaz de combustion, principalement du monoxyde de carbone (CO) et du dioxyde de carbone (CO2) dans un puits foré sous une nappe de bitume, ce qui a pour effet de liquéfier le bitume et de le faire s'écouler vers le puits de récupération.
En 2012, le rendement des procédés in situ avait, pour la première fois, dépassé celui des procédés d'extraction mécanique et ces méthodes comptaient pour 52 % de la production totale. Cette proportion devrait continuer d'augmenter étant donné que 80 % des réserves pétrolières sont trop profondément enfouies pour pouvoir être extraites par des procédés mécaniques.

## Impact économique
Depuis la construction de la première usine en 1967, cette région du Canada a connu un flot continu d'investissements, s'accélérant à partir de 2001. Ces investissements totalisaient 116 milliards de $ CA sur la période de 2000 à 2010 et devraient atteindre 218 milliards de $ CA sur la période de 2011 à 2035. Durant la seule année 2014, les investissements dans les sables bitumineux se sont élevés à 33 milliards de dollars.
Pour l'exercice fiscal de 2010-2011, les redevances provenant des sables bitumineux se sont élevées à 3,7 milliards de $ CA pour l'Alberta. On prévoit qu'elles pourraient s'élever jusqu'à 350 milliards de $ CA sur les 25 prochaines années. Sur cette même période, les revenus en impôts directs et indirects devraient s'élever à 444 milliards de $ CA pour le Canada, dont 322 milliards de $ CA pour le gouvernement fédéral. Toutefois, les critiques signalent que le taux de redevance en Alberta est le plus faible au monde.
Les emplois directs créés par l'exploitation des sables bitumineux étaient au nombre de 151 000 en 2011 et devraient s'élever à 905 000 en 2035. Bien qu'un grand nombre de travailleurs retournent ensuite dans leur province d'origine, la population de l'Alberta a tout de même augmenté de 500 000 habitants entre 2007 et 2012 pour atteindre près de 4 millions de personnes en 2013. Beaucoup d'emplois sont aussi occupés par des travailleurs temporaires venant du Mexique, des Philippines, de l'Inde et de la Chine : en 2012, l'Alberta comptait 68 000 travailleurs temporaires, soit bien plus par habitant que n'importe quelle autre province.
Cette industrie est extrêmement profitable. En 2013, Suncor et Canadian Natural Resources avaient chacune un profit de 3,9 milliards de dollars, tandis que celui de Imperial Oil était de 3,8 milliards. Les profits de Sinopec, Brion Energy et Nexen ne sont pas publiés car ces entreprises appartiennent à l'État chinois.

## Entreprises nationales et étrangères
Les grandes entreprises pétrolières sont présentes dans les sables bitumineux, notamment Imperial Oil, ExxonMobil, Chevron, Marathon, ConocoPhillips et Koch Industries (États-Unis), British Petroleum (BP) (Royaume-Uni), Shell (Pays-Bas), Total (France) et Equinor, ex Statoil (Norvège).
Les puissances industrielles sont très intéressées par ces ressources et ont acquis des parts importantes dans des sociétés publiques ou privées :
- Le Japon a créé la Japan Canada Oil Sands (en) (JACOS) en 1978.
- La Korea National Oil Corporation (en) de la Corée du Sud a investi dans la société BlackGold et possède Harvest Operations (en).
- Le monopole pétrolier Petronas de la Malaisie a acheté Progress Energy Resources en décembre 2012.
- Sinopec de la Chine a acquis 40 % de la société Northern Lights en 2005 et a acheté les parts de ConocoPhillips dans Syncrude pour 4,65 milliards $ en 2010[35]. De plus, PetroChina a acquis une participation majoritaire dans Brion Energy en 2010 et CNOOC a acquis Nexen en 2013 pour 15,1 milliards $[36]. Cette dernière acquisition a suscité beaucoup de controverse sur les prises de contrôle de l'économie canadienne par des sociétés étrangères, surtout qu'elle venait juste après l'achat effectué par Petronas[36].

Les compagnies canadiennes et les filiales de compagnies américaines sont évidemment présentes, les plus importantes étant Suncor, Canadian Natural Resources, Cenovus, Baytex, Canadian Oil Sands, Husky et Syncrude.
De plus, des sociétés émergentes se multiplient dans le secteur : PetroBank Energy (1983), Pengrowth Energy (1988), Connacher Oil and Gas (en) (1997), MEG Energy (en) (1999), Alberta Oil Sands (2003), Athabasca Oil Corporation (2006), Poplar Creek Resources (2006), Sunshine Oil Sands (2008, Hong-Kong 2012), Cavalier Energy (2011) et SilverWillow Energy Corporation (2012).
Il y a également de nombreux groupes privés créés par des infusions de capital canadien ou étranger : Andora Energy (2004), Laricina Energy (2005), Grizzly Oil Sands (2006), Birchwood Resources Inc. (2010), E-T Energy, N-Solv, Oak Point Energy, OSUM, Surmount et Value Creation.
Plusieurs de ces sociétés ont également des participations dans le raffinage du bitume et le transport par oléoduc.
En septembre 2014, Statoil (aujourd'hui Equinor) abandonne d'importants projets d'investissement pour au moins trois ans, en donnant comme motifs un ensemble de facteurs : coût élevé de la main-d'œuvre, baisse des prix du pétrole, difficulté d'accès aux marchés internationaux et critiques du public sur l'impact environnemental. Peu de temps auparavant, Total SA, Suncor Energy et Royal Dutch Shell PLC avaient également suspendu divers projets d'investissement.

## La production des sables bitumineux

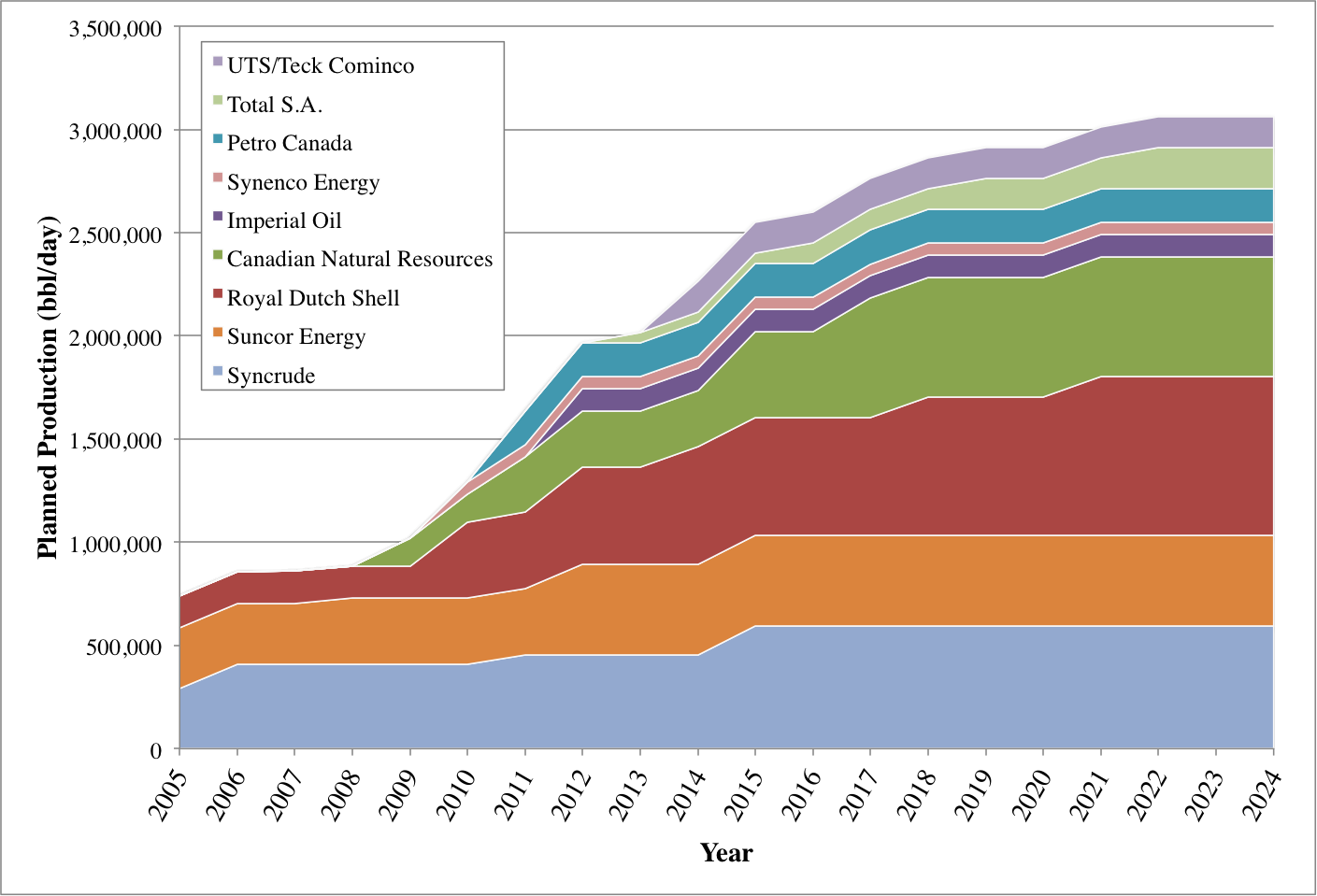
Évolution de la production prévue par les principales compagnies selon les données de 2011

La production commerciale de pétrole à partir des sables bitumineux de l'Athabasca commença en 1967 quand la Great Canadian Oil Sands (maintenant Suncor) ouvrit sa première mine. Celle-ci avait une production de 30 000 barils de pétrole brut de synthèse par jour. La rentabilité était affectée par le faible prix du pétrole dans le monde. La deuxième mine, exploitée par le consortium Syncrude, fut mise en service en 1978, après que le choc pétrolier de 1973 eut rendu les investissements rentables. Ceux-ci se sont multipliés à partir de 2002, surtout pour répondre aux besoins et aux inquiétudes du marché américain au lendemain des attentats du 11 septembre. Alors que, en 2002, le pétrole canadien ne représentait que 16 % des importations de pétrole des États-Unis, ce chiffre était monté à 28 % en 2012, mais il est appelé à diminuer en raison des nouvelles sources de pétrole ouvertes par le procédé de fracturation.
La production de bitume brut à partir des sables bitumineux était de 450 000 bbl/j en 1995. Elle est passée à 1,9 million de barils par jour au début de 2012, soit 305 000 m3 pour un total annuel de 704 millions de barils (112 millions de m3. En octobre 2012, les projets en développement étaient de 750 000 bbl/j et les projets approuvés étaient de 2,2 millions de barils par jour. À ce rythme, la production doublera en 2022, pour atteindre 3 800 000 bbl/j, soit 1 384 millions de barils par année (221 millions de m3/an). En comparaison, en 2012, la production de pétrole brut venant de puits conventionnels en Alberta était de 556 000 bbl/j.

## Sites d'exploitation
Les dépôts de sables bitumineux couvrent trois zones au nord d'Edmonton : la région de la rivière Athabasca autour de Fort McMurray, la région de Rivière-la-Paix et celle de Cold Lake. Le Centre industriel de l'Alberta (Alberta's Industrial Heartland) se situe plus à l'est, près de Fort Saskatchewan et abrite les installations de pré-raffinage du bitume brut en pétrole brut de synthèse.
Il y avait 101 projets en cours en avril 2012. Un projet couvre normalement une superficie de 5 km de côté, soit 25 km2. Une carte interactive du gouvernement de l'Alberta répertorie, en 2013, les sites d'extraction minière mécanique (6 en opération, 3 approuvés), les sites utilisant une technique in situ (23 en opération, 14 approuvés) ainsi que la surface du territoire déjà concédée à des sociétés d'exploitation. En 2012, les droits étaient concédés sur 73 % de la zone Athabasca.
Le tableau ci-dessous présente les dix plus grandes compagnies canadiennes d'exploitation des sables bitumineux cotées en bourse. Pour une liste détaillée de la centaine de projets en cours, voir le site du gouvernement de l'Alberta.
|                            | Production (2013) (barils par jour) | Production (2015) (barils par jour) | Revenus en millions $ (2013) | Réserves en millions de barils |
| -------------------------- | ----------------------------------- | ----------------------------------- | ---------------------------- | ------------------------------ |
| Canadian Oil Sands         | 590 000                             |                                     | 4 034                        | 651                            |
| Suncor Energy              | 392 500                             | 440 000                             | 12 230                       | 1 957                          |
| Imperial Oil               | 207 000                             | 219 000                             | --                           | 3 446                          |
| Cenovus Energy             | 102 500                             | 144 000                             | 3 780                        | 1 846                          |
| Canadian Natural Resources | 95 098                              |                                     | 3 447                        | 2 710                          |
| Husky Energy               | 47 700                              |                                     | --                           | 312                            |
| MEG Energy                 | 35 317                              |                                     | 1 446                        |                                |
| Connacher Oil and Gas      | 11 783                              |                                     | 428                          | 185                            |
| Southern Pacific Resource  | 2 778                               |                                     | 51                           | 96                             |
| BlackPearl Resources       | 236                                 |                                     | --                           | 2                              |

## Traitement du bitume
Une fois le bitume séparé des grains de sable enrobés d'eau, il forme une masse beaucoup trop visqueuse pour pouvoir être vendu comme du pétrole brut ou même être pompé dans un oléoduc. Au début, la majeure partie de la production provenant de mines à ciel ouvert était transportée à une pré-raffinerie située dans Upgrader alley près d'Edmonton, qui abrite le deuxième plus grand complexe pétrochimique en Amérique du Nord, ou dans le Centre industriel de l'Alberta, où elle est transformée en pétrole brut de synthèse. En 2013, c'est seulement 57 % de la production qui est ainsi traitée, et ce pourcentage est en diminution, plusieurs projets de construction de pré-raffinerie ayant été mis en suspens en raison du coût élevé de leur construction, qui se situe aux alentours de 4 milliards $. Les exploitants recourent plutôt à des techniques de mélange du bitume avec des produits plus légers, de façon à former du bitume dilué ou dilbit, qui peut être acheminé par oléoduc à des raffineries. La majeure partie de la production est raffinée aux États-Unis, où il s'est construit plusieurs méga-raffineries capables de traiter le bitume, notamment BP Whiting sur le lac Michigan et Murphy Oil sur le lac Supérieur.
En septembre 2019, Cal Broder annonce avoir mis au point et testé le procédé Bitcrude, qui retire du sable bitumineux les pétroles légers. Cela produit une substance solide qui est non-inflammable, flotte en eau douce ou en eau salée et n'est pas toxique pour la vie marine. Ces caractéristiques, en assurant la sécurité du transport par terre et par mer, permettraient l'exportation de conteneurs de sable bitumineux vers les marchés asiatiques.

## Accès aux marchés
Avec une production en augmentation de 11,5 % par an depuis 2002, pour atteindre en 2012 une production de 1,9 million de barils par jour (305 000 m3/j), les oléoducs en place ne suffisent plus et les producteurs étudient avec les gouvernements de la province et du fédéral diverses solutions alternatives, vers l'ouest et le marché asiatique avec les projets d'oléoducs du Northern Gateway et le TMX de la Kinder Morgan, vers les États-Unis avec le Keystone XL, vers le Québec et les ports de l'Atlantique avec l'oléoduc Énergie Est et l'oléoduc 9B. On recourt aussi au transport ferroviaire par wagon citerne.
En effet, pour se vendre normalement sur les marchés internationaux, le pétrole albertain doit disposer d'un accès facile à un terminal maritime, faute de quoi cette ressource est susceptible de connaître un différentiel de prix important sur le marché international. Ce différentiel avait atteint 42,50 $ en dessous du prix du brut américain en décembre 2012.

## Impacts sociaux et environnementaux

### Les peuples autochtones
Divers groupes de Premières Nations —Mikisew Cree, Chipewyan— totalisant environ 6 000 personnes habitent dans la région de Fort McKay, Fort McMurray et Fort Chipewyan.
Les sables bitumeux sont inclus dans le Traité no 8, signé en 1899. Les Amérindiens de Fort McKay ont créé plusieurs entreprises au service de l'industrie des sables bitumeux et vont développer un site d'exploitation sur leur territoire.
Le développement de tels projets ne fait pas l'unanimité dans les communautés amérindiennes. On éprouve notamment des inquiétudes devant la haute incidence de cas de cancer, qui est de 30 % supérieure à la moyenne nationale. En juillet 2014, une étude démontre un taux élevé de polluants chez les animaux de la région, notamment le rat-musqué et l'orignal, à tel point que cette nation amérindienne a largement abandonné son alimentation traditionnelle. La chair d'orignal contient tellement d'arsenic que les résidents ont cessé de chasser cet animal. Comme la rivière Athabasca coule vers le nord et se déverse dans le lac Athabasca, les polluants contaminent aussi les eaux de ce lac, au point que le poisson n'en est plus comestible et que les résidents ont dû faire venir de l'eau embouteillée durant deux ans lorsque l'usine de traitement s'est révélée incapable de filtrer certaines substances cancérigènes. En 2024, considérant le taux élevé de cancers rares, de maladies auto-immunitaires et de mortalité, le gouvernement fédéral finance une étude visant à évaluer les impacts de l'exploitation des sables bitumineux sur la santé des peuples autochtones de la région.
Des fuites d'oléoducs surviennent quotidiennement, une des plus récentes ayant entraîné un déversement de bitume et d'eau contaminée dans la forêt boréale de 26 000 barils sur une période de dix semaines. En octobre 2013, on répertoriait 28 666 fuites de ce genre depuis 1975, soit une moyenne de deux par jour. Les taux de mercure sont également en augmentation.
Une telle dégradation de l'environnement menace le mode de vie des autochtones, au point que certains parlent d'un « lent génocide industriel ». En conséquence, la nation amérindienne des Tchipewyans de Fort McKay retire sa participation au portail de surveillance environnementale mis en place par l'Alberta (JOSM). En octobre 2013, elle conteste aussi la permission que l’Alberta Energy Regulator a accordée à Brion Energy, une entreprise fondée en partenariat par Athabasca Oil et PetroChina, de développer le projet Dover sans tenir compte de ses droits ancestraux et réclame la création d'un corridor protégé de 20 km auprès de Fort McKay, qui comprendrait la réserve du lac Moose, ainsi que les lacs Gardiner et Namur. Cette demande ayant été rejetée, la nation en appelle de cette décision devant la Cour d'appel de l'Alberta. Toute l'industrie suit de très près le développement de la poursuite. Cette poursuite obtient une forte résonance médiatique grâce à l'appui du chanteur Neil Young qui fait une tournée sur le sujet en janvier 2014 à travers le Canada. Un accord est toutefois conclu le 21 février 2014. Selon le chef Allan Adam, cette nation retire 270 millions de dollars par an de ses contrats avec les pétrolières.
En septembre 2016, les dirigeants d'une cinquantaine de leaders de Premières Nations du Canada et des États-Unis signent un traité par lequel ils « s’engagent à « interdire » l’utilisation de leurs « territoires » pour des projets qui faciliteraient l’expansion de la production pétrolière albertaine. Cela comprend le transport par oléoduc, par navire ou par train. »

### Préoccupations pour l'environnement

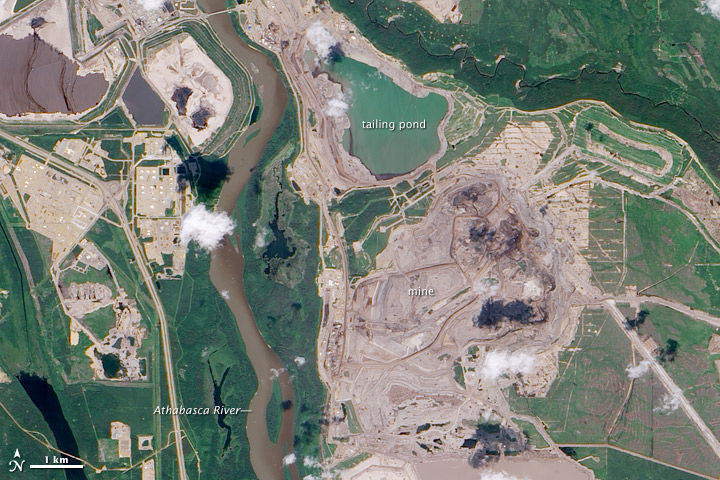
Image satellite du site des sables bitumineux de l'Athabasca en 2009. On peut voir un étang de décantation de boues toxiques (tailing pond) à 600 m de la rivière Athabasca. Photo NASA Earth Observatory.

En 2009, la publication par le National Geographic d'un article sur les sables bitumineux a attiré l'attention du monde entier sur les effets négatifs pour l'environnement d'un chantier unique au monde par l'ampleur du territoire couvert et de la machinerie qu'il mobilise. Depuis, de nombreuses personnalités ont dénoncé l'impact de cette industrie. Robert Redford désigne ce pétrole comme « le pétrole le plus sale de la planète ». Neil Young a comparé le site d'exploitation à une photo d'Hiroshima après la bombe atomique ; James Cameron presse le gouvernement albertain de mieux protéger les territoires des Premières nations contre les niveaux élevés de pollution causés par cette exploitation ; le milliardaire californien Tom Steyer investit des millions dans une campagne contre l'approbation de l'oléoduc Keystone XL.
La forte intensité carbone de ce pétrole a été mesurée par des recherches scientifiques : « une étude menée par des chercheurs de l'université Stanford en 2018 a placé l'industrie canadienne du pétrole comme ayant une des plus fortes intensités en carbone parmi 50 pays, venant juste avant le Cameroun, le Venezuela et l'Algérie. »
En réponse aux critiques, le ministère de l'environnement de l'Alberta a édicté une réglementation plus stricte en 2009, sans toutefois accompagner celle-ci de mesures de contrôle adéquates et de pénalités sévères en cas de non-respect. Depuis l'arrivée au pouvoir d'un gouvernement conservateur en 2006, le Canada a mis l'accent sur le développement des sables bitumineux plutôt que sur la protection de l'environnement. Supporter inconditionnel de cette industrie, le Premier ministre Stephen Harper a décrit l'exploitation des sables bitumineux comme « un défi aux proportions épiques, qui s'apparente à la construction des pyramides ou de la Grande Muraille de Chine. Mais en plus gros encore,». En 2013, un document officiel émanant de son gouvernement a été jusqu'à qualifier les sables bitumineux d'énergie « renouvelable ».
Pour favoriser l'expansion de l'industrie pétrolière, le Canada en a systématiquement minimisé l'impact environnemental, allant jusqu'à exclure de son rapport officiel à l'ONU pour l'année 2009 des données qui indiquaient une augmentation annuelle de 20 % de la pollution atmosphérique due à l'exploitation des sables bitumineux, soit une augmentation de 300 % dans cette industrie depuis 1990. En 2011, le Canada se retirait du protocole de Kyoto et renonçait à son projet de bourse du carbone, abandonnant progressivement à l'Alberta la gestion des aspects environnementaux. Cette politique s'est concrétisée avec l'adoption de lois qui donnent carte blanche aux projets industriels, sans égard à leur impact sur les lacs et les rivières, tout en compliquant l'accès des citoyens aux audiences publiques sur les impacts, telles la Loi sur la protection des eaux navigables et le projet de loi C-38, déposé au printemps 2012 et qui a été abondamment critiqué. Dans les communiqués officiels, l'accent est mis sur la diminution de l'intensité des émissions produites par baril de pétrole plutôt que sur les émissions totales du secteur, qui sont en constante augmentation.
Pour répondre aux critiques et se gagner des appuis dans sa campagne d'exportation aux États-Unis de son pétrole « sale », le gouvernement Harper a presque doublé en 2013 le budget de publicité affecté à la promotion de cette industrie, le faisant passer de 9 à 16,5 millions, tandis que l'Alberta créait un portail de surveillance environnementale. En août 2012, le ministre albertain du développement durable étudiait la possibilité de protéger jusqu'à 32 % du territoire actuellement concédé à l'exploitation pétrolière dans la zone de l'Athabasca, mais cette idée s'est heurtée à une vive opposition de la CAPP (Canadian Association of Petroleum Producers).
En décembre 2012, l'Alberta a passé une loi créant l'Alberta Energy Regulator (en), qui reprend les fonctions de réglementation antérieurement exercées par le Bureau de conservation des ressources (ERCB). Le nouvel organisme, entièrement financé par l'industrie et dont le président n'est autre que le président-fondateur de la CAPP, supervise l'ensemble des activités reliées à l'exploitation du pétrole dans la province, conformément à un modèle d'autoréglementation dont l'inefficacité a été dénoncée par les médias, ainsi que son manque de transparence. Parmi ses administrateurs, cet organisme ne compte aucun représentant des premières nations ni d'experts en matière d'environnement.
Un rapport indépendant publié en juin 2013 constatait qu'aucune des quatre grandes compagnies minières ne respectait les normes en matière de gestion des étangs de boues résiduelles. Les chercheurs ont aussi constaté que sur plus de 9 000 incidents survenus depuis 1996, moins de 1 % avaient fait l'objet de pénalités.
L'exploitation des sables bitumineux a un impact sur l'environnement proportionnel à l'importance de la production. Celle-ci, qui a connu une augmentation rapide depuis 2002, devrait continuer à croître selon le bureau de l'énergie de l'Alberta, qui prévoit que la production va doubler entre 2012 et 2022 (voir ci-dessus). Une telle explosion de la production a des incidences majeures, ainsi que le montre un rapport du Pembina Institute en 2013. Celui-ci recommande un renforcement de la réglementation de la part du gouvernement de l'Alberta, établissant des normes par baril de pétrole produit et diminuant le rythme du développement aux endroits où cela s'avère nécessaire en fonction des données scientifiques sur l'impact environnemental.
Avec 11 % de la population canadienne, l'Alberta produit 35 % des émissions de GES.

### Usage de l'eau
Pour produire 1 m3 de pétrole brut de synthèse par procédé d'extraction mécanique, il faut 2,4 m3 d'eau, soit 5 fois plus que pour les techniques d'extraction in situ. En 2011, l'industrie a utilisé 170 millions de m3 d'eau, soit la consommation d'une ville de 1,7 million d'habitants durant un an. En 2012, la consommation était de 187 millions de m3, soit environ 5 % du débit de la rivière Athabasca; elle pourrait atteindre les 500 millions de m3 dans la prochaine décennie. Or, des études révèlent que, au cours des neuf derniers siècles, le débit de cette rivière est souvent tombé en dessous de la moitié de ce qu'il est aujourd'hui, phénomène qui pourrait être aggravé par le réchauffement climatique et laisse présager de nécessaires restrictions d'eau de la part de l'industrie.

### Émissions de gaz à effet de serre
L'exploitation des sables bitumineux consomme d'énormes quantités d'énergie, surtout pour chauffer les dépôts de sable afin de provoquer l'écoulement du bitume. En 2005, la compagnie Energy Alberta a été créée afin de construire une centrale nucléaire qui alimenterait en énergie certaines installations, mais le projet a été abandonné en 2011. Le recours à l'énergie nucléaire refait toutefois surface en 2013, avec un projet de mini-réacteurs construits par Toshiba et dont la mise en service est prévue pour 2020.
En attendant, l'énergie utilisée provient du charbon, du gaz naturel et du diesel. Les gaz à effet de serre en provenance de cette industrie connaissent le taux d'augmentation le plus rapide au Canada, avec une production de 0,082 tonne de CO2 par baril de pétrole produit in situ et 0,073 tonne/baril de pétrole produit par extraction mécanique. Selon Environnement Canada, « l'augmentation de la production dans le secteur des sables bitumineux devrait conduire à une hausse générale des émissions provenant du secteur pétrolier et gazier de 44 Mt (28 %) entre 2005 et 2020 », de telle sorte que l'objectif de réduction des émissions pour le Canada ne sera que de 3 % sur la période 2005-2020 au lieu de 17 %, comme promis par le gouvernement Harper à Copenhague en 2009.
Un chercheur de la NASA estime que les sables bitumineux contiennent à eux seuls le double de la totalité du dioxyde de carbone émis par l'usage du pétrole dans le monde depuis le début de la civilisation.
Selon les chiffres de l'Union européenne, le pétrole des sables bitumineux émettrait 22 % plus de GES que le pétrole conventionnel. Ce chiffre est contesté par le gouvernement de l'Alberta, qui évalue le degré d'intensité en carbone de ce pétrole à 12 % de plus que la plupart des pétroles consommés en Europe. Le Pembina Institute, un organisme indépendant, estime que les émissions de GES sont de 8 à 37 % supérieures à celles du pétrole conventionnel. Grâce à d'importants investissements en recherche, la compagnie Cenovus affirme que le pétrole qu'elle envoie à la raffinerie possède une intensité en GES équivalente à la moyenne de celle des pétroles du continent et même des pétroles importés, quand les émissions provenant du transport sont prises en compte. En outre, depuis avril 2012, selon une directive en vigueur en Alberta, les producteurs qui ne réduiraient pas leurs émissions de 12 % durant la durée d'exploitation d'un projet auraient à payer une taxe écologique de 15 $ par tonne.
L'industrie pétrolière se défend en avançant que les chiffres sur la comparaison des émissions de GES entre différentes sortes de pétrole ne tiennent pas compte de l'évacuation des gaz et de leur combustion ni des coûts environnementaux du transport, qui, si on les prend en compte, diminuent cet écart à environ 15 g entre le pétrole d'Arabie saoudite et le bitume albertain. Toutefois, selon diverses études scientifiques, la moyenne des émissions de GES pour cette industrie est de 23 % supérieure à la moyenne des émissions pour le pétrole traditionnel. Au total, l'exploitation des sables bitumineux ne serait responsable que de 0,16 % des émissions de gaz à effet de serre sur la planète.
En avril 2019, une étude d'Environnement Canada révèle que le montant des émissions produit par l'exploitation des sables bitumineux est  nettement supérieur aux chiffres fournis par les compagnies pétrolières.
Selon la notion d'un « budget carbone », basée sur l'idée que la planète dispose d'une marge de manœuvre limitée si l'on veut maintenir le réchauffement climatique en dessous de 2 degrés Celsius, la consommation des 170 milliards de barils des sables bitumineux représenterait à elle seule 17 % du budget total.

### Contamination des sols et de l'air
Cette industrie déverse aussi dans l'atmosphère des quantités importantes de dioxyde d'azote et de dioxyde de soufre. Les seuils de sulfites et de benzène tolérés dans les rejets sont deux fois plus élevés en Alberta qu'aux États-Unis. Même s'il y a eu réduction des émissions par baril, l'augmentation de la production aura un impact négatif sur la qualité de l'air pour les communautés installées dans cette région. On a observé des difformités dans les poissons et de fortes concentrations de substances toxiques chez les animaux. En novembre 2013, les résidents de Reno, près de Rivière-la-Paix, entament des poursuites contre Baytex, afin de faire cesser les travaux d'exploitation dans le site voisin, en raison des émissions de gaz toxiques qui leur causent des migraines et des vertiges depuis deux ans.
Le recours à la technique dépassée des bassins de décantation entraîne des émanations de composés organiques volatils, de dioxyde de soufre, d'oxyde d'azote et de sulfure d'hydrogène dont l'odeur d'œuf pourri se fait sentir de façon fréquente à Fort McMurray, causant des inquiétudes pour la santé des résidents. Les pics de pollution sont passés de 47 en 2004 à 1556 en 2009.
En septembre 2020, une étude révèle que les bassins de décantation laissent filtrer de l'acide naphténique dans les nappes d'eau souterraines.

### Boues toxiques
Les procédés d'extraction mécanique, qui furent les premiers à être utilisés, produisent d'énormes quantités de boues toxiques composées d'eau, d'argile, de sable, de bitume, de sels et de métaux lourds. Celles-ci s'accumulent dans des dizaines d'étangs entourés de digues s'élevant à 90 m de haut, formées de la terre provenant des opérations minières. Certains de ces bassins de décantation s'étendent sur plus de 30 km2. Au total, en 2012, ils couvraient une surface de 176 km2 et contenaient 830 millions de m3 de déchets toxiques, soit assez pour couvrir la ville de Vancouver sur une hauteur de 7 m. Comme chaque baril de bitume produit génère 1,5 baril de ces déchets, le total de la production approuvée pour 2022 devrait générer annuellement 214 000 000 m3 de ces boues.
Des photos satellite du territoire couvert par les sables bitumineux montrent de façon très claire les modifications apportées à l'environnement au fil des ans, depuis 1984 : déforestation massive, immenses étangs de décantation de boues toxiques, pouvant contenir de l'arsenic, du plomb, et du mercure. Contrairement aux attentes initiales, le processus de décantation est extrêmement lent et pourrait prendre jusqu'à 1 000 ans. Il s'en dégage des émanations nauséabondes; même par des températures de -30⁰, l'eau n'y gèle pas. Ces étangs, qui se trouvent sur une voie empruntée par des millions d'oiseaux migrateurs —oies sauvages, canards, cygnes, huards, etc.—, sont mortels pour les oiseaux qui ont le malheur de s'y poser ; des photos d'oiseaux englués alertent régulièrement l'opinion,.
On craint aussi que les étangs artificiels ne laissent fuir des contaminants dans la nappe phréatique et dans la rivière Athabasca, qui n'est qu'à 600 m de plusieurs d'entre eux. Or, cette rivière alimente l'immense bassin du fleuve Mackenzie, qui draine 20 % des réserves d'eau douce du Canada et se déverse dans la mer de Beaufort.
En octobre 2013, une étude révélait une augmentation, légère mais constante, des niveaux de mercure dans les œufs d'oiseaux prédateurs recueillis dans le bassin hydrographique autour de Fort Chipewyan et Fort McKay. La source de cette contamination n'a toutefois pas pu être déterminée avec exactitude et pourrait même provenir des centrales au charbon exploitées en Asie. Les autorités ont averti les populations autochtones, tout en précisant que le niveau de mercure n'était pas dangereux et que les œufs étaient toujours propres à la consommation.
Dans une entrevue donnée à un grand journal canadien, Al Gore reproche à cette industrie de traiter l'atmosphère comme un égout à ciel ouvert.

## Un défi pour le Canada

### Inquiétude des investisseurs
En octobre 2013, une coalition de 70 investisseurs institutionnels, qui comprend certains des plus importants fonds de pension aux États-Unis et gère 3 000 milliards US$ d'actifs, a demandé aux principales compagnies pétrolières mondiales de révéler comment elles comptent faire face à la situation si les gouvernements de la planète adoptent des politiques plus énergiques en vue de réduire les émissions de GES. Cette demande touche particulièrement Suncor, Canadian Natural Resources, ExxonMobil, Shell et Total, qui possèdent d'importants gisements dans les sables bitumineux — dont l'exploitation possède une forte intensité carbonique, s'étend sur le long terme et compte parmi les plus coûteuses au monde à développer.
Selon des analystes de HSBC, à long terme, certaines compagnies de pétrole et de gaz pourraient perdre de 40 à 60 % de leur valeur. Plusieurs compagnies pétrolières produisent des rapports de développement durable et prennent en compte l'impact d'une taxe carbone éventuelle pour évaluer la viabilité d'un projet, mais les risques ne sont pas complètement rendus publics.
En septembre 2014, le Rockefeller Brothers Fund décide de retirer avant cinq ans les quelque 50 milliards de dollars investis dans l'industrie pétrolière.

### Distorsion de l'économie
Les revenus de l'industrie du pétrole et du gaz pour l'ensemble du Canada sont estimés à 156 milliards de dollars pour l'année 2014, la majeure partie provenant des sables bitumineux. Source de revenus considérables, l'exploitation des sables bitumineux représente aussi une menace pour le Canada, qu'il place sur « une trajectoire économique et environnementale dangereuse. » En effet, plus l'économie canadienne se concentre autour de l'exploitation des sables bitumineux, moins elle se diversifie et plus il lui sera difficile de faire face à une contraction éventuelle du marché du bitume, courant le risque de la « maladie hollandaise ». On a parlé à ce propos d'une sérieuse « distorsion » de l'économie canadienne.
La valeur du dollar canadien est devenue étroitement liée au prix du pétrole, en raison de l'importance qu'a prise cette ressource dans l'économie. Alors qu'il était à 61 cents américain en 2002, il est monté à 1,10 $ US en 2007, lorsque le baril de pétrole s'échangeait à 147 $ US pour ensuite redescendre à la parité. Cela a eu un effet « dévastateur » sur l'industrie manufacturière située surtout en Ontario et au Québec,.
La plupart des pays pétroliers placent dans un fonds spécial de l'État une partie des revenus du pétrole afin de servir l'économie du pays lorsque la ressource sera épuisée. En 2014, la Norvège arrivait en tête des fonds les mieux pourvus avec 893 milliards de dollars, suivie par l'Arabie saoudite (737 M$), Abu Dhabi (773 M$) et le Koweït (410 M$), tandis que l'Alberta était en 23e position avec son Heritage Fund de 16 milliards de dollars. Or, sur une période de 40 ans, la Norvège a produit 38 milliards de barils de pétrole, contre 54 milliards pour l'Alberta,.

### Un prix sur le carbone
Selon divers économistes, le gouvernement canadien devrait faire davantage pour développer la recherche et le développement dans l'industrie pétrolière en facturant les émissions de carbone et en posant des règles plus strictes de restauration des terres affectées par l'extraction du bitume. Outre les bénéfices environnementaux d'une telle politique, les compagnies seraient à même de commercialiser les nouvelles technologies ainsi développées. À l'inverse, en développant les énergies fossiles de façon prioritaire et accélérée, le Canada se place dans une position où il lui sera d'autant plus difficile de s'adapter aux mesures d'adaptation climatique futures. En outre, les subsides accordés à l'exploitation des énergies fossiles entretiennent une industrie moribonde au détriment des investissements dans les énergies renouvelables.
Un rapport indépendant recommande de réglementer plus rigoureusement toute l'industrie du bitume et de ralentir l'extraction, tout en réorientant l'économie du Canada vers des industries innovatrices et à faible production de carbone.
En janvier 2015, un article de la revue Nature conclut que les deux tiers des réserves de pétrole dans les sables bitumineux, ainsi que 82 % des réserves mondiales de charbon, devraient rester dans le sol si l'on veut avoir 50 % de chances de limiter à 2 degrés l'augmentation globale des températures.

### Pressions internationales
En mai 2013, des scientifiques britanniques ont déclaré, dans une lettre au ministre canadien des ressources naturelles, que, par sa promotion de l'industrie des sables bitumineux, le Canada s'engageait dans une voie catastrophique pour la planète. En octobre 2013, vingt-et-un prix Nobel demandent à l'Union européenne et à ses pays membres de bloquer l'importation de ce pétrole en fonction de leur directive qui attribue à celui-ci une intensité carbone de 107 grammes de CO2 par mégajoule d'énergie produite, contre 87,5 grammes pour le pétrole conventionnel. Dans une note qu'ils ont fait parvenir aux dirigeants de l'Union européenne, ils écrivent :

« Le monde ne peut plus ignorer, à moins que ce ne soit à ses propres risques, que les changements climatiques sont l’une des plus grandes menaces pour la vie sur notre planète aujourd’hui. Les impacts des changements climatiques et de l’extraction extrême des ressources exacerbent les conflits et la destruction de l’environnement à travers le monde. L’extraction des combustibles non conventionnels — comme les sables bitumineux et le pétrole de schiste — a un impact particulièrement dévastateur sur les changements climatiques. »

Chanteurs, cinéastes et personnages célèbres dénoncent également la façon dont cette exploitation est menée, tels Neil Young, Desmond Tutu, James Cameron ainsi que l'écrivaine Nancy Huston. En août 2014, Leonardo DiCaprio produit une vidéo sur le sujet, invitant les communautés locales à agir.
La mauvaise image de ce pétrole sur le plan environnemental suscite de forts mouvements d'opposition à son importation. En janvier 2012, la Californie tente d'imposer à l'industrie des normes sévères de réduction de l'intensité carbonique des pétroles vendus dans l'État, mais sa juridiction est contestée devant les tribunaux. En 2013, le président Obama continuait de différer sa décision sur le Keystone XL. De son côté, l'Union européenne envisageait en mai 2013 de bannir toute importation de ce « pétrole sale », mais abandonne ce projet en octobre 2014.
En juillet 2014, la municipalité de South Portland adopte une résolution interdisant le passage sur son territoire de pétrole en provenance des sables bitumineux et en bloquant l'accès à son port, qui est le deuxième de la côte Est des États-Unis.
Pour contrer cette mauvaise image, le gouvernement Harper mène un intense lobbying auprès de la Maison-Blanche, tente d'étouffer financièrement les groupes environnementaux et place de coûteuses publicités dans les médias américains.

### Pressions des autres provinces
En avril 2015, alors que le Québec et l'Ontario envisagent une action concertée de réduction de leurs émissions, l'Alberta refuse de participer à un sommet sur l'environnement tenu à Québec. L'industrie des sables bitumineux de l'Alberta et de la Saskatchewan, représentant respectivement 73 % et 20 % de l'augmentation des émissions de GES, est attaquée par les groupes Environmental Defence et Greenpeace Canada : « une province comptant 11 % de la population canadienne, menée par une industrie qui ne représente que 2 % du produit intérieur brut du pays, produirait (en 2020) 93 % des émissions du reste du pays ».
Répondant aux demandes du public, le gouvernement conservateur de l'Alberta met en vigueur en 2012 une taxe carbone coûtant 0,10 $ par baril. En 2013, il émet une directive exigeant de la part des compagnies une réduction des émissions de GES de 40 % par baril, sous peine d'une amende de 40 $ par tonne de CO2 émise au-dessus de ce niveau, ce qui équivaut à une taxe carbone de 0,94 $ par baril. La CAPP s'est opposée à cette mesure en prétendant qu'elle constituait une menace pour toute l'industrie du pétrole. En fait, cette taxe ne s'applique qu'à une fraction des émissions, mais elle aurait réussi à réduire ces émissions de 51 mégatonnes en sept ans.
En novembre 2015, le gouvernement provincial NPD nouvellement élu, dirigé par Rachel Notley, dévoile un plan de réduction des émissions de gaz à effet de serre. La taxe sur le carbone passera de 15 $ la tonne en 2015 à 20 $ en janvier 2017 et à 30 $ la tonne en 2018. L'industrie des sables bitumineux, dont les émissions sont de 70 mégatonnes par an devra restreindre l'augmentation de ses émissions de façon à ne pas dépasser le plafond de 100 mégatonnes par an. Greenpeace et Équiterre saluent ce changement de cap, mais cette mesure accorde en fait à l'industrie la possibilité d'une hausse de 40 % des émissions d'ici 2030.

## Impact de la chute des prix (2014 -?)
À partir de l'été 2014, le prix du baril de pétrole commence à baisser en raison d'une augmentation de la production de l'Arabie saoudite. Dès le mois de novembre de la même année, certains analystes se demandent s'il y a lieu de commencer à paniquer. Le WTI s'échangeait, le 5 janvier 2015, à 50 $ le baril, soit la moitié de son prix plafond.
Le dollar canadien a suivi à la baisse, d'environ 20 % en mars 2015. Quant au Western Canadian Select, qui a une décote moyenne d'environ 20 % par rapport au WTI, il s'échangeait à 34,25 $US le 7 janvier 2015 pour remonter à près de 50 $ en mai 2015 et ensuite retomber à 27 $ en août 2015, puis à 14,3 $ US en janvier 2016 et à 13,46 $ en novembre 2018. De petites compagnies, telle Larcina Energy, doivent se mettre sous la protection contre leurs créanciers, tandis que de grandes compagnies, telle Suncor, développent des méthodes d'extraction moins coûteuses et mettent en veilleuse des projets d'augmentation de la production. Ce ralentissement rend moins urgente la construction d'oléoducs visant à désenclaver la production, tels celui du Northern Gateway et Énergie Est. Malgré cela, en septembre 2015, les producteurs les plus importants — Suncor, ConocoPhillips, Husky et quelques autres —avaient décidé d'aller de l'avant avec les projets d'expansion en cours, qui ajouteront 800 000 barils (127 000 m3) par jour en 2018.
Les redevances pétrolières, qui comptaient pour 27 % des revenus de la province en 2011-2012 (11,6 milliards $), tombent à 7 % en 2014-2015 et à 3,3 % en 2015-2016 (1,4 milliard), ce qui bouleverse l'horizon politique et entraîne l'élection d'un gouvernement du NPD en mai 2015. Au printemps 2016, il est clair pour la plupart des observateurs que le boom pétrolier qu'avait connu l'Alberta ne se reproduira pas, car la surproduction de pétrole va encore s'aggraver lorsque les véhicules électriques envahiront le marché au cours de la prochaine décennie. Entre 2014 et 2016, dix-sept projets de développement majeur dans les sables bitumineux ont été annulés. Les licenciements massifs qui s'ensuivent et la baisse des revenus pétroliers entraînent des déficits budgétaires énormes pour la province de l'Alberta, à tel point que, lors du dépôt de son budget en avril 2016, le ministre des Finances ne prévoit pas un retour à l'équilibre avant 2024. Au printemps 2016, des milliers de pièces de matériel usagé (camions, remorques, grues, excavatrices, équipement de forage et hébergements temporaires) se retrouvent dans des ventes aux enchères, parfois à des prix fortement réduits.
En dépit de cela, on estimait en juin 2016 que « les projets d’expansion des sables bitumineux devraient faire croître la production du secteur de plus de 40 % d’ici 2025. L’industrie produirait alors 3,4 millions de barils par jour, contre 2,4 millions à l’heure actuelle ». En 2016, le cabinet conseil Wood Mackenzie prévoit que la production de pétrole des sables bitumineux connaîtra une augmentation de 300 000 barils par jour dans les deux années qui suivent.
En 2020, l'abandon de plusieurs grands projets, notamment celui de Teck Resources, et la diminution de 50% des investissements dans le secteur depuis 2014, ont conduit un analyste à estimer que « les « tar sands » canadiens, trop peu compétitifs, sont davantage menacés que le charbon et le pétrole australiens. » Le baril de WCS (Western Canadian Select) est coté à moins de 5$ en avril 2020.

## Une autre voie: la fibre de carbone
À partir de 2016, le gouvernement albertain lance le programme de recherche Bitumen Beyond Combustion afin d'explorer d'autres formes d'exploitation commerciale des sables bitumineux. Outre la production d'asphalte et de vanadium — un métal relativement abondant dans le bitume et dont la demande est croissante comme composant de batteries —, les chercheurs estiment que le marché le plus prometteur à moyen et long terme est la production de panneaux de fibre de carbone, un matériau idéal pour les voitures électriques car il est plus léger que l'acier et dix fois plus résistant.

### Filmographie
- Fort McMoney, David Dufresne, la version long-métrage, 52 min, 2015
- (en) Shannon Walsh, « H2Oil »(Archive.org • Wikiwix • Archive.is • Google • Que faire ?), film documentaire réalisé et écrit par Shannon Walsh, Loaded Pictures, 1 h 15, 2009

### Jeu
- Fort McMoney : un jeu documentaire par David Dufresne.

### Bande dessinée
- Environnement toxique : par Kate Beaton en 2022.